# Phelsuma breviceps
Phelsuma breviceps is een hagedis die behoort tot de gekko's. Het is een van de soorten madagaskardaggekko's uit het geslacht Phelsuma.

## Uiterlijke kenmerken
Phelsuma breviceps bereikt een kopromplengte tot 4,8 centimeter en een totale lichaamslengte inclusief staart tot twaalf cm. De hagedis heeft een grijze kleur en heeft een duidelijke lichaamstekening maar strepen ontbreken. Aan de bovenzijde en de flanken zijn rijen groene vlekjes aanwezig. Het aantal schubbenrijen op het van het lichaam bedraagt 95 tot 119.

## Naam en indeling
De wetenschappelijke naam van de soort werd voor het eerst voorgesteld door Oskar Boettger in 1894. De soortaanduiding breviceps betekent vrij vertaald 'korte kop'.

## Verspreiding en habitat

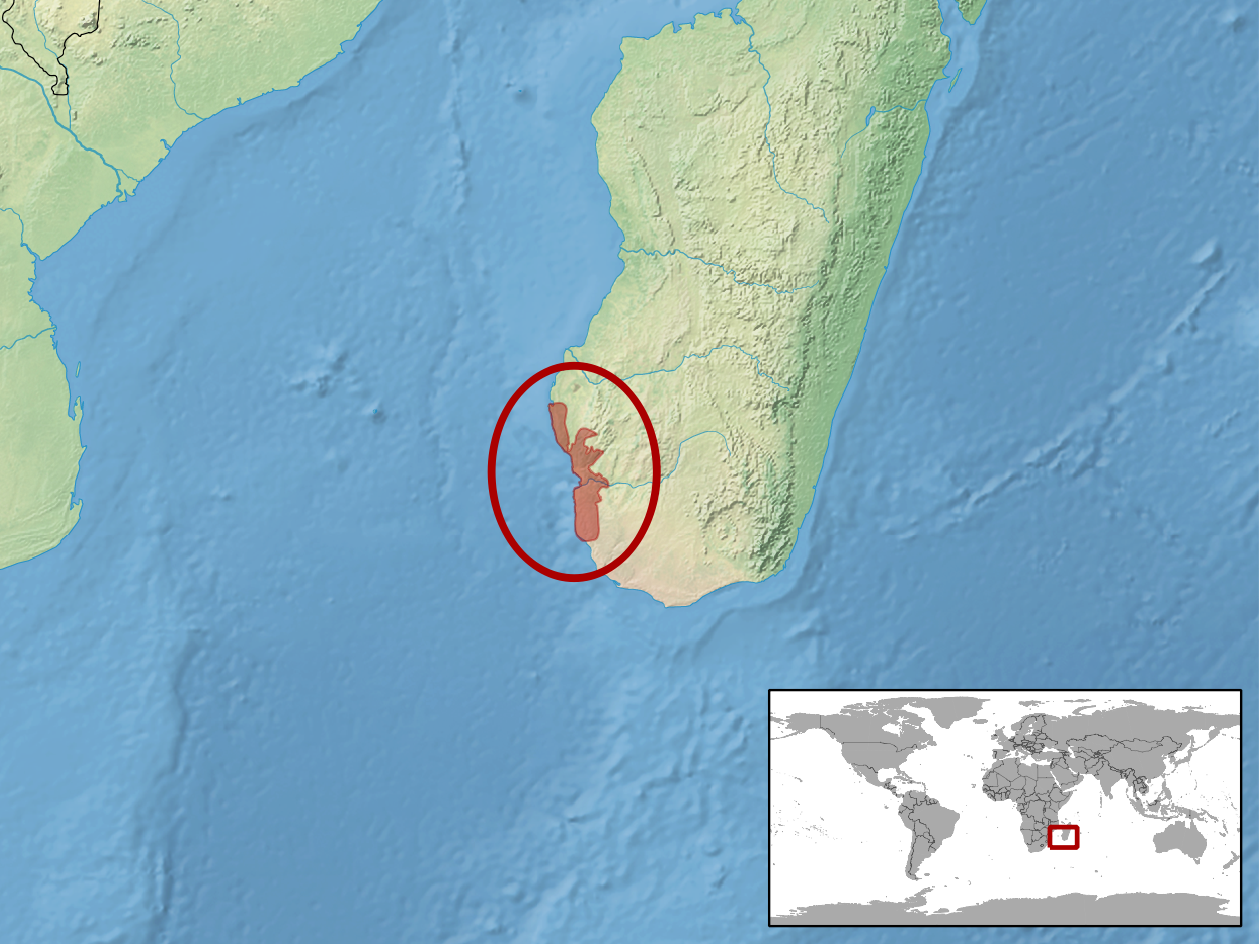
Verspreidingsgebied in het rood.

De soort komt voor in delen van Afrika en leeft endemisch in zuidwestelijk Madagaskar. De habitat bestaat uit droge tropische en subtropische scrublands, het doornstruweel van Madagaskar, de zuidelijkste ecoregio van Madagaskar, en zandduinen langs kustgebieden. De soort is aangetroffen van zeeniveau tot op een hoogte van ongeveer 120 meter boven zeeniveau.

## Beschermingsstatus
Door de internationale natuurbeschermingsorganisatie IUCN is de beschermingsstatus 'kwetsbaar' toegewezen (Vulnerable of VU).